# Paderne, A Coruña
Paderne là một đô thị của Tây Ban Nha ở tỉnh A Coruña trong cộng đồng tự trị của Galicia. Dân số khoảng 2.735 (2006), diện tích là 38.3 km².
43°17′0″B 08°10′28″T / 43,28333°B 8,17444°T